# Кандалакшский район
Кандала́кшский райо́н — административно-территориальная единица (район) и муниципальное образование (муниципальный район) на юге Мурманской области.
Административный центр — город Кандалакша.

## География
Муниципальное образование Кандалакшский район расположено на юге Кольского полуострова, входит в состав Мурманской области (расстояние до г. Мурманск 244 км), граничит на севере — с муниципальным образованием Ковдорский район и муниципальным образованием город Полярные Зори с подведомственной территорией; на юге — с республикой Карелия; на востоке — с муниципальным образованием город Апатиты с подведомственной территорией и муниципальным образованием Терский район; на западе — с Финляндией. Площадь района — 14 410 км². Климат района относится к умеренно-холодной зоне Атлантического сектора Арктики. Зима продолжительная с частыми метелями. Средняя температура воздуха в январе-феврале составляет −12-14 градусов, июля +13+14. Территория относится к району Крайнего Севера.

## История
Кандалакшский район был образован в 1927 году. До мая 1938 года входил в состав Автономной Карельской Советской Социалистической Республики, когда вместе с Мурманским округом Ленинградской области стал составной частью Мурманской области.
20 сентября 1954 года из Кестеньгского района Карело-Финской ССР в Кандалакшский район был передан Алакурттинский с/с.
13 сентября 2007 муниципальный район «город Кандалакша с подведомственной территорией» был переименован в Кандалакшский район.

## Население
| 1989    | 2002    | 2009    | 2010    | 2011    | 2012    | 2013    |
| ------- | ------- | ------- | ------- | ------- | ------- | ------- |
| 78 239  | ↘60 140 | ↘55 102 | ↘49 544 | ↘49 326 | ↘47 910 | ↘46 928 |
| 2014    | 2015    | 2016    | 2017    | 2018    | 2019    | 2020    |
| ↘45 860 | ↘45 115 | ↗45 216 | ↘44 722 | ↘43 917 | ↘42 771 | ↘41 917 |
| 2021    | 2023    |         |         |         |         |         |
| ↘40 981 | ↘39 935 |         |         |         |         |         |

### Урбанизация
В городских условиях (город Кандалакша и пгт Зеленоборский) проживают 80,3 % населения района.

### Гендерный состав
Численность населения, проживающего на территории муниципального района, по данным Всероссийской переписи населения 2010 года составляет 49 544 человека, из них 23 127 мужчин (46,7 %) и 26 417 женщин (53,3 %).

### Национальный состав
По переписи населения 2010 года из населения муниципального образования 92,6 % составляют русские, 2,7 % — украинцы, 1,4 % — белорусы, а также 3,3 % других национальностей.
По итогам переписи населения 2020 года проживали следующие национальности (национальности менее 0,1 % и другое, см. в сноске к строке «Другие»):
| Национальность | Численность, чел. | Доля     |
| -------------- | ----------------- | -------- |
| Русские        | 35 886            | 87,57 %  |
| Украинцы       | 431               | 1,05 %   |
| Белорусы       | 242               | 0,59 %   |
| Татары         | 149               | 0,36 %   |
| Карелы         | 143               | 0,35 %   |
| Азербайджанцы  | 115               | 0,28 %   |
| Армяне         | 98                | 0,24 %   |
| Узбеки         | 83                | 0,20 %   |
| Чуваши         | 48                | 0,12 %   |
| Удмурты        | 46                | 0,11 %   |
| Лезгины        | 42                | 0,10 %   |
| Другие         | 3698              | 9,03 %   |
| Итого          | 40 981            | 100,00 % |

## Территориально-муниципальное устройство
В Кандалакшском районе 23 населённых пункта в составе 2 городских и 2 сельских поселений:
| № | Городские и сельские поселения    | Административный центр     | Количество населённых пунктов | Население | Площадь, км2 |
| - | --------------------------------- | -------------------------- | ----------------------------- | --------- | ------------ |
| 1 | Городское поселение Зеленоборский | пгт Зеленоборский          | 7                             | ↘3961     |              |
| 2 | Городское поселение Кандалакша    | город Кандалакша           | 9                             | ↘30 129   |              |
| 3 | Сельское поселение Алакуртти      | село Алакуртти             | 4                             | ↘5460     |              |
| 4 | Сельское поселение Зареченск      | населённый пункт Зареченск | 3                             | ↘385      |              |

## Населённые пункты
В сносках к названию населённого пункта указана муниципальная принадлежность

| Кандалакша    | ↘28 438 |
| Зеленоборский | ↘3628   |
| Алакуртти     | ↗5533   |
| Нивский       | ↘1043   |
| Белое Море    | ↘660    |
| Зареченск     | ↘621    |
| Лувеньга      | ↘575    |
| Лесозаводский | ↘391    |

| Пинозеро    | ↘149 |
| Княжая Губа | ↘127 |
| Ковдозеро   | ↘121 |
| Пояконда    | ↘78  |
| Проливы     | ↘42  |
| Ковда       | ↘37  |
| Ковда       | ↘20  |
| Кайралы     | ↗26  |

| Колвица    | →9 |
| Нямозеро   | ↘8 |
| Федосеевка | ↘3 |
| Жемчужная  | ↘2 |
| Ручьи      | ↘1 |
| Куолоярви  | →0 |
| Приозерный | →0 |

## Местное самоуправление
Главы муниципального образования
- до 2023 года — Игорь Борисович Репринцев[28]
- с 2023 года — Александр Павлович Самарин[28]

Председатели Совета депутатов
- до 2023 года (ио) — Игорь Борисович Репринцев[28]
- с 2023 года (ио) — Александр Павлович Самарин[28]

Главы администрации
- до 2023 года — Ярослав Игоревич Шалагин
- с 2023 года — врип Валентина Александровна Павлова

## Образование
В Кандалакшском районе функционируют 13 общеобразовательных учреждений. Развита сеть дополнительного образования: 2 школы искусств, спортивная и музыкальная школы, 3 центра творчества детей и юношества, детская эколого-биологическая станция. В центре района имеется Кандалакшский индустриальный колледж.

## Фильмы
- Наблюдатель (1987)[31]
- Дважды рождённый (1983)
- Кукушка (2002)
- Петя по дороге в Царствие Небесное (2009)
- Самка (2010)
- Свобода одиночества (2010)[32] — документальный фильм
- Раскол (телесериал, 2011)